# Ciergnon
Ciergnon is een dorpje in de Belgische provincie Namen en een deelgemeente van Houyet. Tot 1 januari 1977 was het een zelfstandige gemeente.

## Demografische ontwikkeling
- Bronnen:NIS, Opm:1831 tot en met 1970=volkstellingen, 1976= inwoneraantal op 31 december

## Bezienswaardigheden
- Kasteel van Ciergnon

Op een hoogte aan de samenvloeiing van de Lesse en de Vachaux ligt het koninklijk Kasteel van Ciergnon (1842). Naast dit kasteel kent Ciergnon nog twee andere kastelen, en wel:
- Kasteel van Fenffe
- Kasteel van Hérock

Beide kastelen met de daarbij horende landgoederen (samen 565 ha) werden in 1891 bij het koninklijk domein van de Ardennen gevoegd. Het geheel maakt deel uit van de Koninklijke Schenking.